# Pierre Subleyras
Pierre Subleyras   (Sant Geli, 25 de novembre de 1699 - Roma, 28 de maig de 1749) fou un pintor francès que s'establí definitivament a Roma després d'haver guanyat el Prix de Rome el 1727.

## Biografia
Va néixer a Sent Gile (el Gard, França) i fou alumne del seu pare i després d'Antoine Rivalz a Tolosa de Llenguadoc. El 1726 va estudiar a l'Acadèmia Reial de Pintura i Escultura de París i guanyà el Prix de Rome el 1727. El 1728 va marxar becat a Roma, on va desenvolupar una intensa activitat com a retratista i pintor d'escenes de gènere i de sumptuosos retaules.
Pintà diversos temes, entre els quals hi havia retrats (Benet XIV, Museu Condé a Chantilly), escenes mitològiques (Caront travessant les ombres de la llacuna Estígia, Museu del Louvre) i natures mortes, però sobretot va ésser molt considerat gràcies als quadres religiosos (com ara, Sant Benet ressuscitant el fill d'un jardiner, avui a l'església de Santa Francesca Romana de Roma), els quals tenen un esperit molt més seriós que la majoria d'obres franceses del període rococó.
La seua obra més famosa és la Missa de Sant Basili, pintada per a la Basílica de Sant Pere del Vaticà, però que actualment es troba a Santa Maria degli Angeli e dei Martiri a Roma.

## Obres destacades
- Le Repas chez Simon (1737, Museu del Louvre, París)
- Nu de femme (vers el 1740, Galleria Nazionale d'Arte Antica, Roma)
- Saint Ambroise et Théodose (1745, Galleria Nazionale dell'Umbria, Perusa)
- Dom Cesare Benvenuti (Museu del Louvre, París)
- Saint Jérôme (Pinacoteca de Brera, Milà)
- Christ en croix entouré de la Madeleine, de saint Philippe Néri et de saint Eusèbe (Pinacoteca de Brera, Milà)
- Retrat del papa Benet XIV (Musée Condé, Chantilly)
- Caront travessant les ombres de la llacuna Estígia (Museu del Louvre, París)
- Missa de sant Basili (1746, Museu del Louvre, París)

## Galeria d'imatges

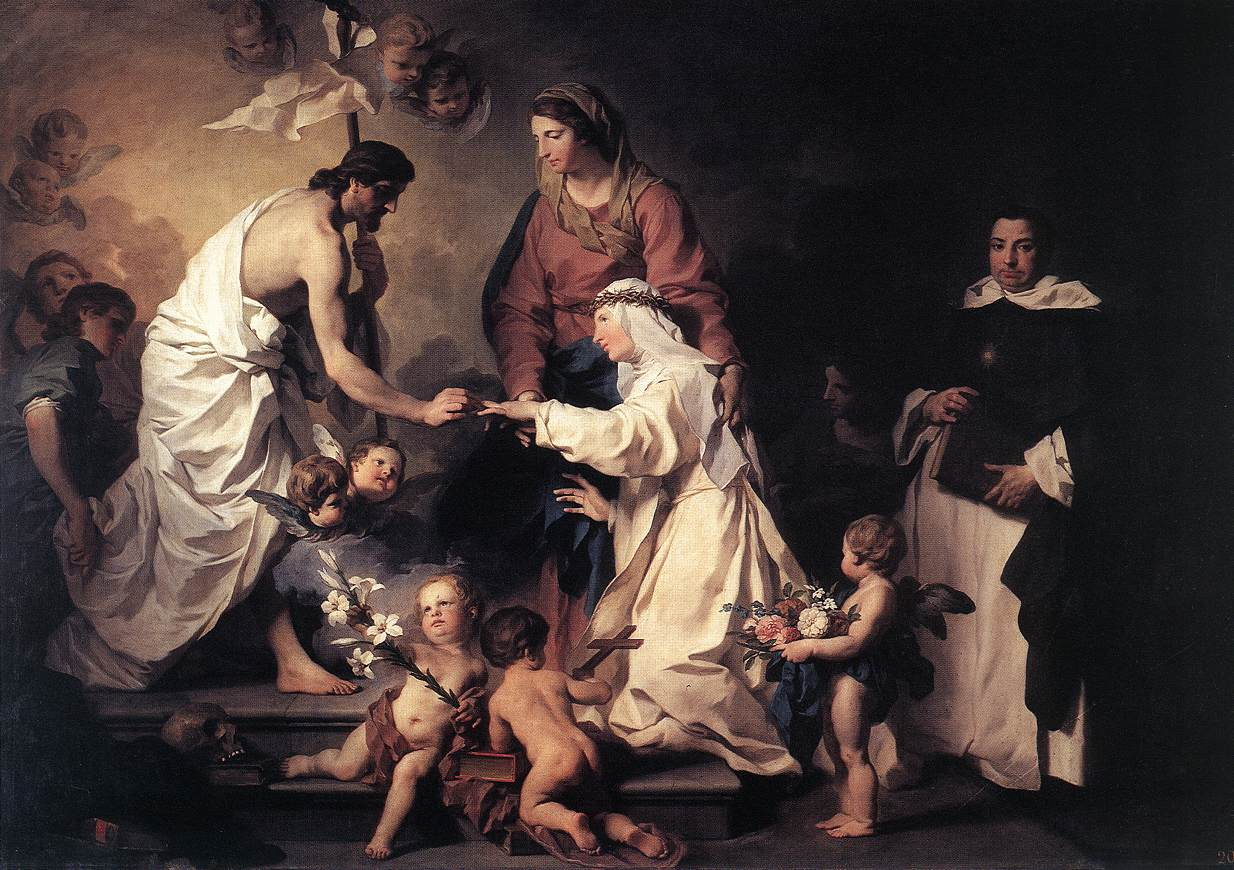
El casament de santa Caterina (entre 1740-1745)
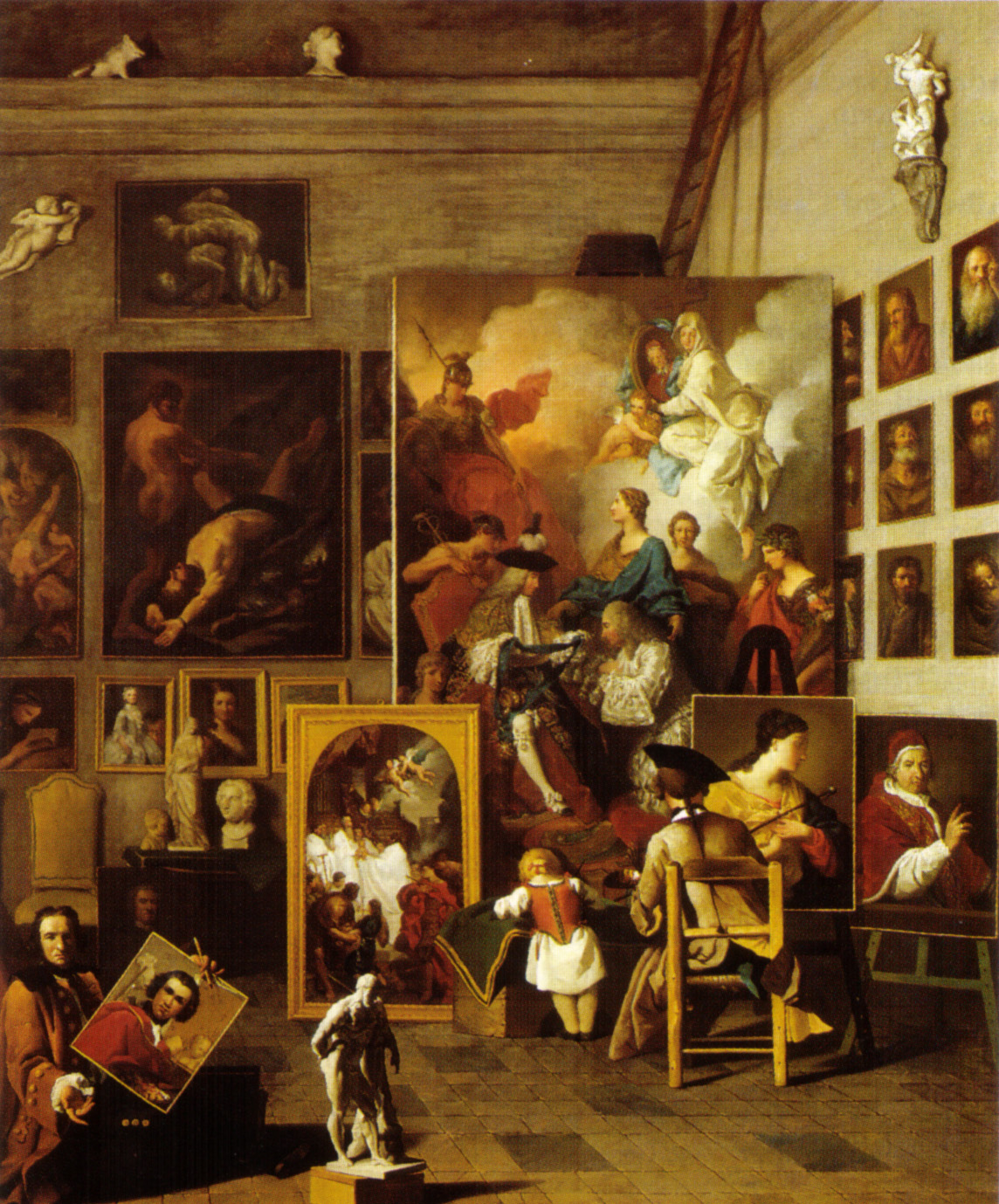
L'estudi de l'artista (dècada del 1740)
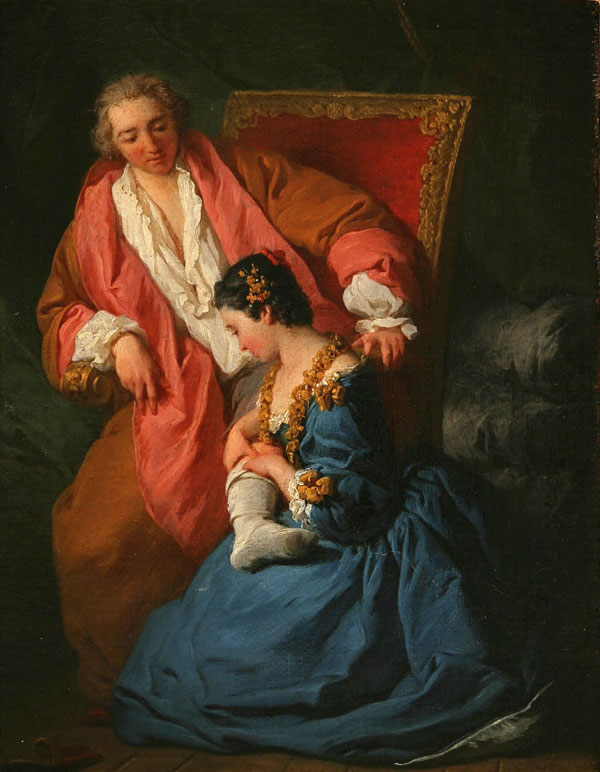
La cortesana amorosa (vers el 1735)
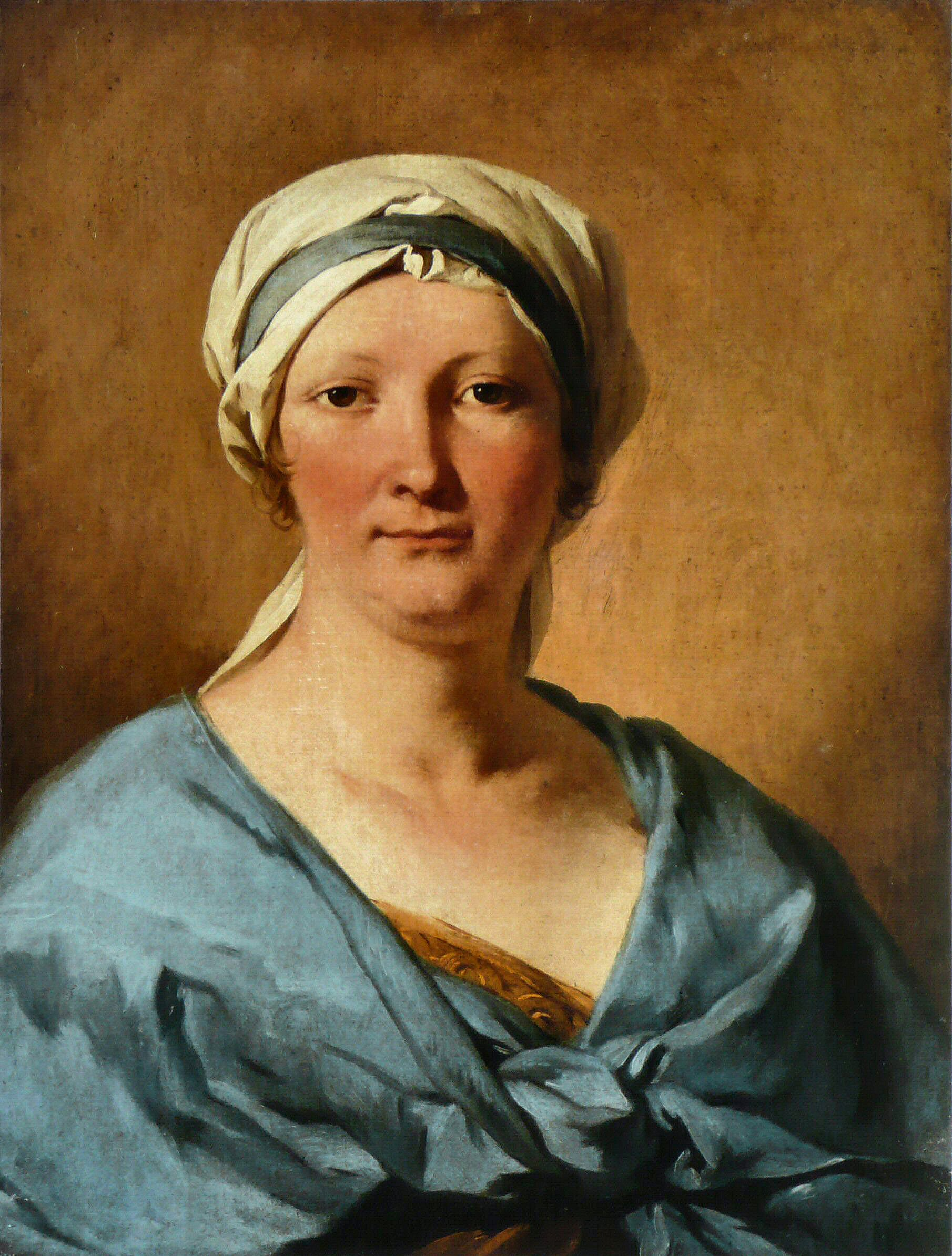
Retrat suposat de Madame Subleyras (vers el 1740)
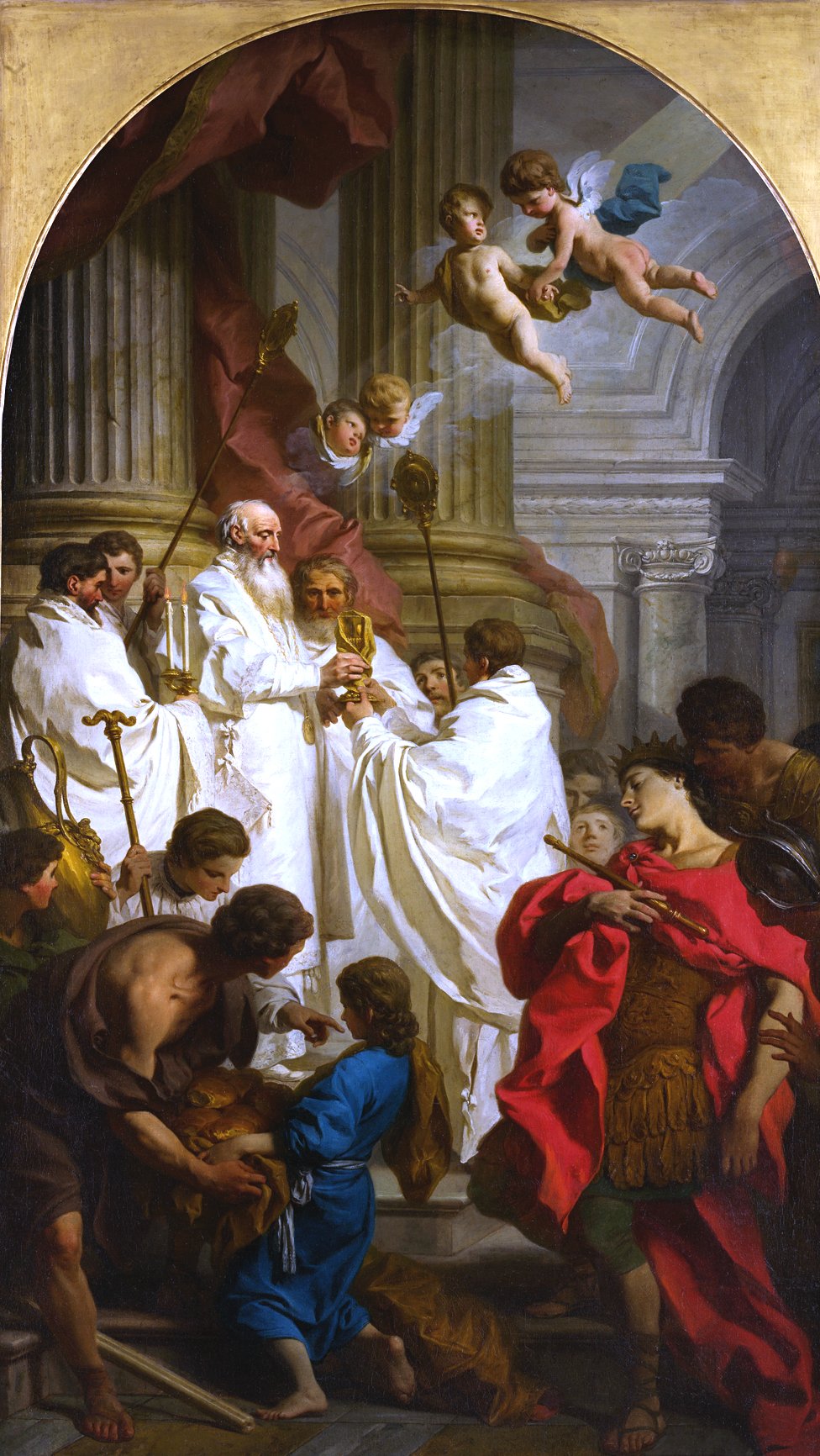
Missa de sant Basili (1746)
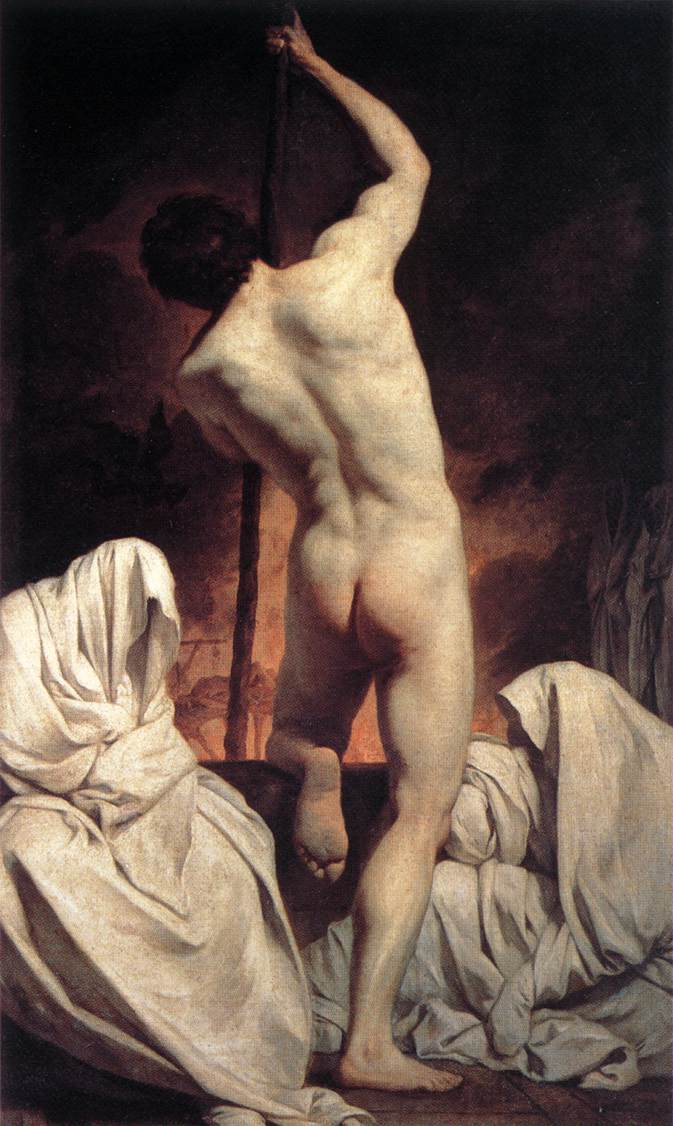
Caront travessant les ombres de la llacuna Estígia
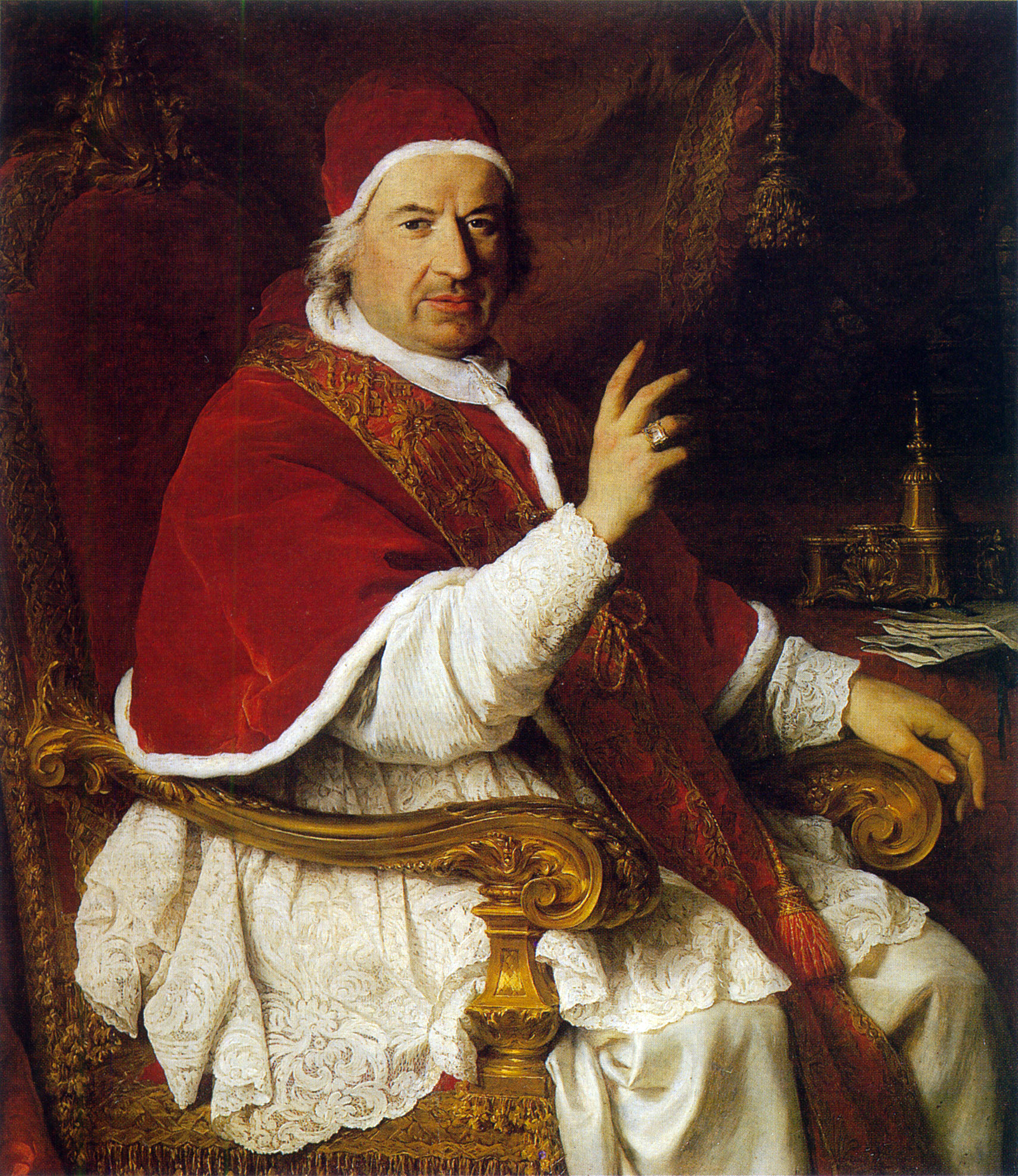
Retrat del papa Benet XIV (Musée Condé, Chantilly)